# Sztichometria

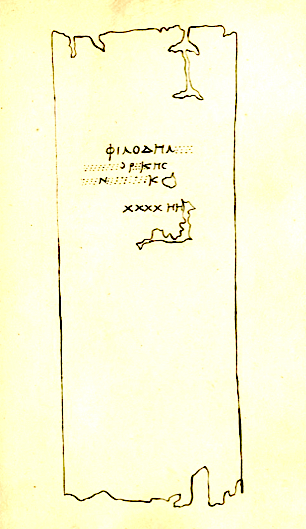
Egy példa a sztichometriára, Philodémosz (i. e. 1. század) művének végén a sorok összege. Az első sor: 'ΦΙΛΟΔΗΜ[ΟΥ]' azaz Philodémosz által. A második sor '[ΠΕΡΙ ΡΗΤ]ΟΡΙΚΗϹ' azaz 'Retorika' Az utolsó sor: 'XXXXHH' azaz '4200 [sor].' A papirusz a Vezúv 79-ben történt kitörésekor elszenesedett, Herculaneumban ásták ki (Oxford, 1824).

Sztichometria görög kifejezés, magyarul sormérést jelent. Sztichometriának nevezték a görögök – latinok a kéziratok sorainak szokásos megmérését vagy megszámlálását, amellyel egy mű terjedelmével kapcsolatban hozzávetőleg tájékozódhattak.
A másolás a hellenisztikus korban szervezetten, és elég nagyarányban történt, a másolók egyénenként eltérően, különböző hosszúságú sorokat írtak, így a terjedelem mérésére egy mértéket kellett találni. Ennek mértéke a 16 szótagú, középértékben 34-38 betűből álló homéroszi verssor, a stichos lett, a sztichometria elnevezése innen eredeztethető. Megközelítőleg az i. e. 6. századtól a mű terjedelmét a stichos számával adták meg, a sorok végső összege a papirusztekercsek végén volt található. Emellett az egyes részek margóira is feljegyezték a részek sorainak számát. A papirusztekercsek végén található sorok összege egyúttal a másoltatóval való elszámolás megkönnyítésére is szolgált.
A kéziratosság egész korában, tehát a középkorban is megmaradt ez a módszer, a bizánci görögök kezdték a sztichometriát az oldalszám megjelölésével felváltani.
A sztichometria másik jelentése: a retorikában egy antitézis neve.